# 十府浦海岸站
十府浦海岸站（日语：／ Tofugaura Kaigan eki */?）是位於岩手縣九戶郡野田村大字野田第10地割中沼10番3號，三陸鐵道的谷灣線車站。
車站的愛稱為「玫瑰香之沙灘」。

## 歷史
車站附近為發生東日本大震災後，進行復興工程的米田高台團地。此站的工程費用由野田村負責（請願車站）。總費用約1億5000萬日圓，全數由岩手縣資助。
車站啟用前的暫名為「米田站」（日语：／）。在2016年（平成28年）11月1日，三陸鐵道公布此站正式站名為十府浦海岸站。
此站的愛稱在2016年（平成28年）12月9日前公開招募。於2017年（平成29年）1月18日發表。
此站附近曾經設有臨時車站十府浦站（日语：／）。在1986年（昭和61年）7月26日至1994年（平成6年）的夏季，以及1999年（平成11年）的夏季營業。

### 年表
- 2017年（平成29年）3月25日：三陸鐵道北谷灣線車站啟用[3]。
- 2019年（平成31年）3月23日：東日本旅客鐵道釜石至宮古之間由三陸鐵道接管，此站成為谷灣線車站[6]。

## 車站構造
此站是地面車站，設有1面1線的單式月台。在月台上設有候車室。

## 使用狀況
| 1日上下車人次變化 | 1日上下車人次變化 |
| 年度              | 1日平均人次       |
| ----------------- | ----------------- |
| 2017年            | 9                 |
| 2018年            | 6                 |

## 車站周邊
沿海岸設有正在建設中的觀光設施海嘯防災綠地公園。
- 國道45號
- 野田村立野田小學

## 相鄰車站
三陸鐵道
■谷灣線
□快速
通過
■普通
野田玉川－十府浦海岸－陸中野田

## 注腳
1. 1 2  北リアス線新駅「十府ヶ浦海岸」駅名決定・駅の愛称公募 （页面存档备份，存于）（日語） 鐵道Hovidas（2016年11月1日）2016年11月2日參閲。
2. 1 2 3  . 河北新報. 2016-08-04  [2020-06-23]. （原始内容存档于2016-08-04） （日语）.
3. 1 2   (新闻稿). 三陸鉄道. 2016年11月1日  [2016年11月5日]. （原始内容存档于2016年11月1日） （日语）.
4. ↑   (新闻稿). 三陸鉄道. 2017年1月18日  [2017年1月18日]. （原始内容存档于2017年2月5日） （日语）.
5. ↑  今尾惠介《日本鉄道旅行地図帳　東日本大震災の記録》新潮社，2011年，31頁。ISBN 978-4-10-790047-0
6. ↑  . 毎日新聞 (毎日新聞社). 2019-03-23  [2019-03-24]. （原始内容存档于2019-03-23） （日语）.
7. ↑  国土数値情報(駅別乗降客数データ)  （页面存档备份，存于）（日語） - 國土交通省，2020年9月23日參閲

## 外部連結
- 車站·周邊資訊【十府浦海岸站】 （页面存档备份，存于）（日語）：三陸鐵道